# Воронков, Вячеслав Александрович
Вячеслав Александрович Воронков (2 июля 1925, Вольск, Саратовская губерния — 3 октября 2009, Сочи, Краснодарский край) — советский государственный деятель, первый секретарь сочинского горкома КПСС в 1955—1977 годах, фигурант громкого уголовного дела о злоупотреблениях в Краснодарском крае, лауреат премии Совета Министров СССР (1972).

## Биография
Вячеслав Воронков родился 2 июля 1925 года в городе Вольске Саратовской области. Участвовал в Великой Отечественной войне. В 1949 году он окончил с отличием Московский инженерно-строительный институт, после чего получил распределение в Сочи. В 1949—1955 годах работал руководителем строительных организаций города. На этом посту, в 1953 году, Воронков впервые в практике строительства Сочи внедрил сборные железобетонные конструкции, что позволило ежегодно вводить в эксплуатацию более 200 тысяч квадратных метров жилой площади. За эти заслуги впоследствии, в 1972 году, Воронков стал лауреатом премии Совета Министров СССР.

## На посту руководителя Сочи
В марте 1955 года Воронков был назначен заместителем председателя городского исполнительного комитета. С апреля 1959 по июль 1961 г. — заведовал лабораторией Сочиспецстроя. С июля 1961 по март 1963 г. — директор завода железобетонных изделий «Сочиспецстрой». С марта 1963 по январь 1971 г. — зам. председателя исполкома горсовета.
С 19.01.1971 по 01.06.1977 г. — Председатель исполкома Сочинского горсовета. Во время его деятельности на этом посту Сочи полностью преобразился — был построен ряд микрорайонов, центральный стадион «Сочи», городской цирк, киноконцертный зал «Фестивальный», большое количество гостиниц, была перестроена главная набережная города и парк «Ривьера», был построен горнолыжный комплекс в Красной Поляне. В 1967 году по инициативе Воронкова был введён Генеральный план по развитию Сочи как города-курорта. Именно при Воронкове району Сочи был придан статус национального парка. Была проведена масштабная газификация Сочи. Воронков пользовался большим авторитетом в народе.
Тем не менее, впоследствии один из арестованных по делу рассказывал о Воронкове так:
...Важность государственного деятеля в нём сочеталась с беззастенчивым взяточничеством; ум – с бессмысленным скопидомством, когда копились драгоценности на сотни тысяч рублей без надежды на применение; размеренный семейный быт и утренние прогулки ради здоровья – с мелкими радостями кутежа инкогнито в компании с девицами лёгкого поведения...

## Рыбное и сочинско-краснодарское дела и Воронков
В ходе расследований по серии уголовных дел о взяточничестве в министерстве рыбного хозяйства СССР («Рыбному делу») в конце 1970-х годов был арестован директор сочинского магазина «Океан» Арсен Пруидзе, в 1982 году – бывший заместитель Воронкова Александр Мёрзлый. Пруидзе дал признательные показания, что давал взятки Воронкову. Во время обыска у первого секретаря сочинского горкома ничего не нашли. Воронков выдал около 10 тысяч рублей и золотые украшения. Он уверял следователей, что эти деньги были честно им заработаны, но в те годы уже начиналось соперничество между брежневскими и андроповскими ставленниками. После смерти секретаря ЦК по сельскому хозяйству Кулакова кандидатами на освободившуюся должность были давний друг Брежнева, непосредственный начальник Воронкова, первый секретарь Краснодарского крайкома КПСС Сергей Медунов и первый секретарь Ставропольского крайкома КПСС Михаил Горбачёв, земляк и друг Андропова. Аресты руководителей Краснодарского края, в том числе и Воронкова, были направлены прежде всего на расшатывание позиций Медунова.
Воронков был взят под стражу и вскоре самолётом в наручниках доставлен в Москву, в следственный изолятор КГБ СССР в Лефортово. Там он был помещён в одиночную камеру. Воронков не дал показаний против Медунова и не назвал фактов коррупции в Краснодарском крае. Через несколько месяцев состоялся суд, который приговорил Вячеслава Воронкова к 13 годам лишения свободы с конфискацией имущества.

## Дальнейшая судьба
Спустя несколько лет после освобождения у него умерли жена и дочь.
В последние годы своей жизни Воронков критиковал строительные организации Сочи и мэра города Виктора Колодяжного за низкий уровень качества новостроя.
Утром 3 октября 2009 года Вячеслав Воронков скончался. Похоронен на Центральном Успенском кладбище в Сочи.